# Brasschaat
Brasschaat là một đô thị ở tỉnh Antwerp. Đô thị này chỉ gồm thị trấn Brasschaat. 

## Đô thị kết nghĩa
- Đức: Bad Neuenahr-Ahrweiler
- Bolivia: Tarija